# نعوم مكرزل
نعوم أنطون مكرزل (2 أغسطس 1864 - 5 أبريل 1932)، ناشر وشاعر ومفكر لبناني، هاجر إلى الولايات المتحدة من جبل لبنان في سوريا العثمانية، وأسس ونشر جريدة الهدى.
أنشأ مكرزل أول مطبوعة يومية له بعنوان «العصر» ولم تصمد لمدة عام بعد إصدارها الأول، التحق نعوم بكلية الطب لعامين، ولكنه ترك الدراسة وفي المجتمع الناطق بالعربية في نيويورك أشتهر بسمعة سيئة بسبب شخصيته العدوانية وسلوكه المثير للجدل، انخرط في نزاعات مع المهاجرين الآخرين وغالبًا ما تطورت النزاعات إلى نزاعات عنيفة، وأعتقلته الشرطة عدة مرات دون أن يُسجن، أثارت أفعاله العداء السياسي الطائفي داخل المجتمعات الناطقة بالعربية في الولايات المتحدة.
في عام 1895 هرب إلى فيلادلفيا بعد أتهامات له بالزنا من امرأة متزوجة، وتزوجها في فيلادلفيا، وهناك نشر العدد الأول من جريدته الثانية «الهدى» في 22 فبراير 1898، والتي سرعان ما أصبحت أكبر وأطول صحيفة يومية عربية في الولايات المتحدة، في 1902 طلق زوجته الثانية، وانتقل مع شقيقه سلوم إلى نيويورك وأقاما مكتب الصحيفة، وتعاون نعوم مع أمين الريحاني الذي نشر قسماً عادياً في «الهدى» وتزوج شقيقة الريحاني «سعدا» في 1904، ولاحقًا تطلقا بعد اختلافهما في القيم السياسية، واختلف نعوم مع أمين الريحاني، حيث قال نعوم أن صحيفته علمانية وأن كتابات الريحاني تُظهر تحيزًا دينيًا في الغالب، واستخدم نعوم دار النشر الخاصة به لطباعة وتعميم السياسة المارونية والقومية اللبنانية.
في 1910 عمل مع شقيقه سلوم على تكييف آلة لاينوتايب للكتابة العربية لتحل محل التنضيد اليدوي، ومهدت هذه المساهمة الطريق لتقليل كلفة النشر وتسهيلها للمجتمعات الناطقة باللغة العربية في جميع أنحاء العالم، وفي نفس العام تزوج زوجته الثالثة لكنه لم ينجب أطفالاً.
أنخرط مكرزل في السياسة ودعا إلى فصل لبنان عن الإمبراطورية العثمانية، وفي عام 1917 جمع أكثر من 30 ألف دولار أمريكي من التبرعات لإغاثة سكان جبل لبنان خلال المجاعة الكبرى، ولكنه حول نصف الأموال لتمويل قوة مسلحة متطوعة لطرد العثمانيين من لبنان، ومَثل «رابطة التقدم اللبنانية» في مؤتمر باريس للسلام عام 1919 بعد الحرب العالمية الأولى ودعا إلى الوصاية الفرنسية على جبل لبنان، وفي الأشهر القليلة القادمة رأى مساعيه تتجسد مع إنشاء الانتداب الفرنسي على لبنان، ودافع مكرزل عن حرية التعبير والتسامح الديني وحق المرأة في التعليم، وهاجم رجال الدين بسبب الأمية بين الإناث وزواج الأطفال والزواج القسري، وعين الصحفية اللبنانية الأمريكية عفيفة كرم مديرة لقضايا المرأة في الجريدة، وكان لها عمود منتظم ينشر حول قضايا المرأة في المجتمع.
توفي مكرزل في 5 أبريل 1932 في باريس بعد عملية جراحية،  ودفن جثمانه في مسقط رأسه في الفريكة في لبنان.

## السيرة الشخصية

### النشأة
وُلد مكرزل ونشأ في عائلة مارونية كاثوليكية في بلدة فريكه في متصرفية جبل لبنان التي كانت آنذاك مقاطعة شبه مستقلة تابعة للإمبراطورية العثمانية، كان والده أنطون كاهن ماروني، ووالدته «بربارة عقل» من الشخصيات المؤثرة في الشؤون المدنية والسياسية المحلية،   التحق نعوم بمدرسة الحكمة المارونية، ثم تلقى التعليم العالي في كلية القديس يوسف في بيروت، وبعد تخرجه انتقل إلى القاهرة حيث عمل في تدريس الأدب في الكلية اليسوعية، وبعد عام عاد إلى مسقط رأسة وأسس مدرسة داخلية في 1886، وكانت عودته قصيرة، وهاجر إلى الولايات المتحدة، برفقة اثنين من أقاربه وهما «عبده الريحاني» و«أمين الريحاني» الذي سيصبح شخصية رئيسية في حركة المحجر الأدبية.   

### هجرته إلى الولايات المتحدة
في 4 أغسطس 1888 أنتقل مكرزل والريحاني إلى نيويورك، وعاشوا في الطابق السفلي من البناية رقم 59 في شارع واشنطن في مانهاتن، وقد عُرفت هذه المنطقة باسم سوريا الصغيرة بعد تزايد عدد المهاجرين المسيحيين العرب في المنطقة،   حيث كان غالبية المهاجرين السوريين واللبنانيين من أصول متواضعة ولجأوا إلى أعمال بسيطة مثل الباعة المتجولين، وينحدر مكرزل من النخبة البيروتية،  وسرعان ما تم تعاقد مكرزل لتدريس اللغة في «كلية سانت فرانسيس كزافييه» في مانهاتن، وهي كلية يسوعية في ذلك الوقت، وكان مكرزل يتحدث الفرنسية بطلاقة، وإلى جانب عملة كمدرس للغة، عمل أيضًا كمحاسب لشركات مختلفة قبل الانخراط في «مشروع تجارة البضائع الجافة» مع عبده الريحاني في 1891، وبعد ففشل المشروع غادر مكرزل إلى جبل لبنان عام 1892.   
عند عودته إلى الولايات المتحدة كانت عائلة عربيلي وهي عائلة أرثوذكسية يونانية من أصول دمشقية قد بدأت بطباعة صحيفة «كوكب أمريكا»، وهي أول صحيفة تصدر باللغة العربية في أمريكا الشمالية، فيما شرع مكرزل في افتتاح جريدته الخاصة «العصر» برأس مال من صديقه التاجر الثري نجيب معلوف، وانخرط مكرزل ونجيب عربيلي في نزاع صحفي حيث هاجم كل منهما الآخر بشكل شخصي مما أدى إلى سلسلة من الدعاوى القضائية بين الصحيفتين،  فتعثرت «العصر» وتوقفت بعد أقل من عام من بدئها،   والتحق مكرزل بكلية الطب وسرعان ما تركها بعد عامين،   وكان مكرزل يحضى بشهرة متزايدة بسبب سلوكه المثير للجدل،  وتورط في مشاجرات وخلافات كلامية مع مهاجرين آخرين ناطقين بالعربية، واعتقل في عدة مناسبات بتهمة التشهير والاعتداء الجسدي على أفراد منتمين إلى عائلة عربيلي، وتطورت المشاجرات من منافسة مهنية وكراهية شخصية إلى معارك طائفية بين حاشية مكرزل المارونية وعائلات الطائفة الأرثوذكسية، وفي 1895 قدم مهاجر لبناني يُدع «طنوس شيشيم» التماساً للطلاق من زوجته صوفي بتهمة الزنا وكان مكرزل مُدعى عليه في إجراءات المحكمة، وسارعت عائلة عربيلي إلى نشر أخبار القضية في جريدتهم ونشر نسخة ثنائية اللغة من قرار القاضي، مما زاد من تلطيخ سمعة مكرزل، ولاحقًا تزوج المتهمان وهربا إلى فيلادلفيا للفرار من استنكار المجتمع العلني.  

### جريدة الهدى

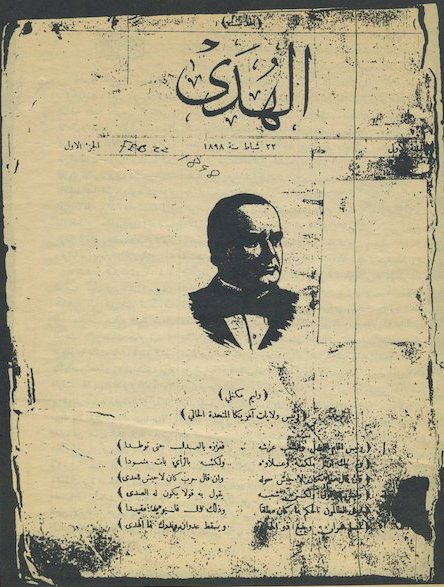
نسخة من صفحة غلاف العدد الأول من "الهدى"

في فيلادلفيا نشر مكرزل العدد الأول من جريدته الثانية «الهدى» في 22 فبراير 1898، والتي أصبحت أطول صحيفة عربية في الولايات المتحدة.    وتكون العدد الأول من 18 صفحة، وفي نوفمبر 1898 توسعت لتتكون من 24 صفحة منها ستة صفحات مخصصة للإعلانات، ووزعت إلى أكثر من أربعين دولة، وفي أوائل عام 1899 تفاخر مكرزل بأن تداول «الهدى» تجاوزت منافسها الرئيسي «كوكب أمريكا» المائل للأرثوذكس،  وعلى الرغم من أن الصحيفة تصف نفسها بأنها غير طائفية، لكن الهدى كانت مثل معظم الصحف العربية التي تتخذ من نيويورك مقراً لها، حيث تُعتبر تُعبر عن المواقف الطائفية لصاحب الصحيفة.  استهدفت «الهدى» بشكل أساسي مهاجري بلاد الشام الناطقين بالعربية وبشكل خاص الموارنة، وقد تناولت السياسة العثمانية في بلاد الشام والإصلاح السياسي في لبنان وبيئة الأعمال التجارية التي يديرها المهاجرون.  سافر سلوم شقيق مكرزل إلى الولايات المتحدة وانضم إلى الشركة،    وبعد وصوله تغير شكل المجلة وبدأت «الهدى» في الصدور مرتين أسبوعياً وقُلصت إلى ثماني صفحات، وخصصت الصحيفة مساحة أكبر للإعلانات المدفوعة. 
على الرغم من مكانة مكرزل في المجتمع الماروني الأمريكي، لكن العار والجدل لا يزالان يتبعانه، حتى قررا الزوجان في 1899 نشر في «الهدى» مقالاً اعتذاريًا عن طلاق صوفي من زوجها السابق وزواجهما اللاحق، ومع ذلك فشل زواج مكرزل حيث أنفصل عن صوفي في نفس العام، وانفصلا رسميًا في 1902، ولاحقًا عادت صوفي إلى نيويورك وبدأت في بيع البياضات، ومن ثم انتقلت إلى جنوب كاليفورنيا وبدأت متجرًا لبيع البياضات وتزوجت من صانع حلويات مهاجر من بلاد الشام، فيما واصل الأخوان «سلوم ونعوم» طباعة «الهدى» في فيلادلفيا حتى أواخر عام 1902. 

### العودة إلى نيويورك
في 1902 عاد نعوم وشقيقه سلوم إلى نيويورك واستقرا في بروكلين، وأفتتحوا مكتب صحيفتهم في «شارع ويست ستريت» في مانهاتن، وصدر العدد الأول من صحيفة «الهدى» من مكتب نيويورك في 25 أغسطس 1902، وتُنشر بشكل يومي منذ ذلك الحين.    في 1904 تزوج مكرزل من «سعدا» شقيقة أمين الريحاني، والتي كانت حريصة جدًا على الزواج منه وفقًا لما روته «ماري مكرزل» ابنة أخت نعوم وكاتبة سيرته، وتوسط أمين الريحاني في زواج أخته من مكرزل لكنهما لم ينسجما مع بعض وسرعان ما عادت سعدا إلى جبل لبنان، وفي 1908 رفع مكرزل دعوى طلاق من سعدا غيابيًا مُتهمًا أياها بالزنا في نزل في جبل لبنان، وقد سويت قضية الطلاق في مايو من العام ذاته، وأعقبه نزاع لعشر سنوات حاولت فيه «سعدا» إثبات براءتها والحصول على النفقة. 
تعاون مكرزل وأمين الريحاني تعاونًا مهنيًا لنشر قسم منتظم بعنوان «كشكول الخواطر» من 1901 إلى 1904، واختلف الكاتبان بعد طلاق نعوم من سعدا يضاف إلى ذلك الخلافات السياسية والقيم المتضاربة بينهما.  

### الصحف والطوائف المتنافسة
أثار نهج مكرزل في التعامل مع الصحف الأخرى للجالية العربية الأمريكية الجدل، حيث أتهم رؤساء تحرير الصحف الأخرى بالافتقار إلى النزاهة والأخلاق المهنية، وكان تركيز مكرزل على «كوكب أمريكا» و«الإصلاح» بشكل كبير،   ويصف مكرزل صحيفته «الهدى» بأنها علمانية ومستقلة، بينما يتهم الصحف العربية الأخرى التي تتخذ من الولايات المتحدة مقراً لها بالطائفية والتحالف مع فرنسا وبريطانيا وروسيا والعثمانيين، وقد أنتقد مكرزل هذه الصحف بشدة حتى أسس رجلان مارونيان وهما «يوسف يزبك» و«اسطفان قرقماز» صحيفة «الصخرة» لتمثيل الموارنة الأمريكيين، وشعر مكرزل بالتهديد من المطبوعات الجديدة وأعلن أن «الهدى» تخدم على الدوام الطائفة والأمة المارونية واتهم رجال الدين بالسعي وراء «أغراض شخصية ومخزية»،  واتهم «يوسف يزبك» صحيفة مكرزل بأنها ناطق بلسان كاهن ماروني آخر وهو خير الله شتيفان.  
عكس العداء السائد بين الصحف التي تمثل طوائف مختلفة صراعًا طائفيًا داخليًا تحول إلى صراع عنيف في السنوات اللاحقة، ففي أغسطس 1905 قال مكرزل أن المطران الأرثوذكسي رفائيل حواويني دعا أتباعه إلى «سحقه»، وتطورت التوترات إلى أعمال عنف في خريف 1905 عندما اشتبك أنصار هواويني مع أنصار مكرزل مما أدى إلى إصابة 29 شخصًا. 
بلغ التوتر الطائفي في سوريا الصغيرة ذروته في عام 1906 عندما قُتل جون ستيفان وهو شقيق القس «خير الله ستيفان» خلال شجار في مطعم في شارع واشنطن، فيما ألقت الشرطة القبض على مكرزل بتهمة الاعتداء المرتبط بجريمة القتل، ولاحقًا أُبطلت الاتهامات بسبب عدم حضور صاحب الشكوى إلى المحاكمة، وأُسقطت التهمة وحسمت الشرطة قضية القتل لرجل أرثوذكسي يُدعى «الياس زريق»،   وأثناء محاكمة زريق وجدت النيابة أن إلياس وشقيقه جورج ذهبا لقتل مكرزل في مكتبه وعندما لم يجدوه ذهبوا إلى المطعم حيث يتواجد المتعاطفون معه من الموارنة. 

### عصر الطباعة العربية الجديد والمشاركة السياسية
في 1910 قرر الأخوان مكرزل تكييف آلة لاينوتايب للتوائم مع النص العربي، لتسهيل وتخفيف تكلفة التنضيد اليدوي،  واستورد نعوم الحروف العربية من مصر، وحصل على أول آلة من هذا النوع من شركة أوتمار ميرجينثالر لصالح جريدة «الهدى»،   ومع تخفيف تكلفة النشر كانت هناك منافسة كبيرة على القراء، حيث لم يتجاوز المجتمع الناطق باللغة العربية في نيويورك 10 ألف شخص قبل الحرب العالمية الثانية. 
اكتسب مكرزل مكانة بارزة كشخصية قيادية في المجتمع الماروني الأمريكي من خلال كتاباته في جريدة «الهدى» وغيرها من المجلات الأمريكية، وكان يبحث عن امرأة بارزة مماثلة للزواج، وفي 1910 تزوج للمرة الثالثة والأخيرة من «روز أبيلامة» المُنحدرة من عائلة أميرية مارونية وكانت أصغر منه في العمر بعشرين عامًا.  ولم يكن لنعوم أي ذرية من زيجاته الثلاث. 
أصبح مكرزل الرئيس الدائم لرابطة التقدم اللبنانية في 1911، وهي منظمة مارونية أسسها الصحفي إبراهيم نجار (1882-1957) في الولايات المتحدة لتعزيز الموارنة المدعومين من فرنسا في لبنان.   
في يونيو 1913 كان مكرزل مندوباً لرابطة التقدم اللبنانية في المؤتمر العربي الأول في باريس حيث مثّل موارنة أمريكا الشمالية، وناقش المندوبون في المؤتمر إصلاحات لمنح العرب الحكم الذاتي في ظل الإمبراطورية العثمانية، وبسبب بداية الحرب العالمية الأولى لم يكن للمؤتمر تأثير دائم. 
في 1917 جمع مكرزل من خلال جريدة «الهدى» تبرعات بلغت أكثر من 30 ألف دولار لإغاثة المواطنين في جبل لبنان أثناء المجاعة الكبرى، وكان من المقرر أن يصرف مكرزل التبرعات لإغاثة المواطنين ولكنه وجه أكثر من نصفها لتمويل قوة مسلحة متطوعة تهدف لدخول لبنان، حيث ظن مكرزل أن سلطات الوفاق ستأتي لمساعدة القوة المارونية لكنهم لم يهتموا بالمشروع المسلح. 
مثل مكرزل «رابطة التقدم اللبنانية» في مؤتمر باريس للسلام عام 1919 ودعا إلى الوصاية الفرنسية على جبل لبنان،   وفي 28 سبتمبر 1919 بدأت آفاق السيطرة الفرنسية تتحقق، وأرسل مكرزل برقية شديدة إلى مكتبه في نيويورك أعلن فيها أن الجيش الفرنسي سيحل محل القوات البريطانية في سوريا الكبرى وأن لبنان سيقع تحت الوصاية الفرنسية،   وفي عام 1923 بمناسبة الذكرى الفضية لتأسيس «الهدى» احتفل المجتمع الأدبي الأمريكي الماروني وغير الماروني وعدد من الأصدقاء الأمريكيين بمكرزل كشخصية رائدة. 

### سنواته الأخيرة ووفاته
تميزت سنوات مكرزل الأخيرة بالمرض طريح الفراش، وعلى الرغم من تدهور حالته الصحية لكنه استقل قاربًا إلى فرنسا في 18 مارس 1932 لحضور مؤتمر متعلق بلبنان في باريس، وتوفي مكرزل بسبب مرضه في 5 أبريل 1932، وأُرسل جثمانه من باريس إلى نيويورك حيث أقيمت جنازة عامة كبيرة، وأُرسل جثمانه لاحقًا إلى لبنان ليدفن في مقبرة الأسرة في مسقط رأسه بلدة الفريكة،   وبعد وفاته تولى شقيقه سلوم إدارة جريدة «الهدى»،  وبعد وفاة سلوم انتقلت إدارة الجريدة إلى ابنته ماري في 1952، وفي 1971 أغلقت الصحيفة. 

## وجهات النظر والنشاط
شغل مكرزل منصبًا مرموقًا في المجتمع الناطق باللغة العربية في نيويورك في سن مبكرة. وعبرت عن آرائه السياسية والاجتماعية في «الهدى» وغيرها من الصحف الأمريكية غير العربية.  ووفقًا لسليمان، كان مكرزل فردًا عنيدًا وعاطفيًا تمسّك بشدة بآرائه ودافع عنها وبقاء نشره. لقد سعى إلى تحويل المنتقدين إلى وجهة نظره وكرر تصريحات وآراء متناقضة.  انخرط مكارزل في العديد من الخلافات مع منتقديه ومع رؤساء تحرير أو صحف منافسة ورد على الانتقادات بالهجوم الشخصي والسخرية. 

### الهجرة
في عام 1896 رفعت الحكومة العثمانية الحظر المفروض على هجرة رعاياها، وأدى ذلك لزيادة الهجرة إلى الولايات المتحدة من بلاد الشام، ورأى العثمانيون فائدة في التحويلات المالية التي أرسلها الشتات العثماني والتي عملت على تعزيز الاقتصاد،  وفي 1898 ضغطت لجنة فورد لإيجاد معايير أكثر صرامة لقبول المهاجرين إلى الولايات المتحدة، واقترحت على الكونغرس الأمريكي إعادة ما هو غير مرغوب فيه، وتهدف الإجراءات لكبح تدفق المهاجرين غير الأوروبيين ودفعت «مكرزل» إلى دعوة جميع صحف المجتمع للتوقف عن الترويج للهجرة لأنه ربنا يتم إرجاع المهاجرين بعد وصولهم،  وعلى الرغم من التدابير التقييدية، حُرم القليل من المهاجرين العثمانيين من بلاد الشام من دخول الولايات المتحدة. 

### استقلال لبنان

العلم الذي صممه مكرزل واعتمده لبنان الانتداب

كان لدى مكرزل تطلعات انفصالية لبنانية ضمنية لم يدافع عنها علنًا سوى بعد هزيمة العثمانيين في الحرب العالمية الأولى، فكان خطابه أكثر دبلوماسية قبل سقوط العثمانيين، على عكس صحيفة «الأيام» العربية التي كانت معادية بشكل علني للسلطات العثمانية، فيما اتخذت «الهدى» نبرة أكثر حذرا مذكّرة قراءها الأمريكيين الناطقين بالعربية بأنهم قبل كل شيء مستوطنون عثمانيون في أرض أجنبية،  وفي 1894 حضر مكرزل حدثًا لتكريم السلطان العثماني، وألقى خطابًا بالفرنسية للأعيان المجتمعين ومن بينهم القنصل العام العثماني لنيويورك.  وفي عام 1899 انتقد مكرزل «حزب سوريا الشباب» الذي وجد حديثًا ويهدف للإطاحة بالحكومة العثمانية وسعى إلى تجنيد ميليشيا لهذا الأمر،  بدأ مكرزل في التعبير علانية عن ازدرائه للقنصل العثماني في نيويورك في مطلع القرن العشرين،  ومثل مكرزل رابطة التقدم اللبنانية في المؤتمر العربي الأول الذي عقد في 1913 في باريس للدعوة إلى استقلال جبل لبنان داخل الإمبراطورية العثمانية.  
مثلت إساءة معاملة اللبنانيين خلال الحرب العالمية الأولى وما تلاها من مجاعة نقطة تحول بالنسبة لمكرزل، حيث دعا بعد ذلك علنًا إلى استقلال لبنان عن العثمانيين. وفي 1917 حث مكرزل القراء للانضمام إلى كتيبة خاصة للقتال بجانب فرنسا للمساعدة في طرد العثمانيين من لبنان،   ولكن دعوته قوبلت بعدم الثقة بسبب القلق المتزايد من استغلال المجندين لاحتلال جبل لبنان نيابة عن الفرنسيين وليس تحريره من الأتراك،  ثم انخرط مكرزل في حملة بين الجاليات اللبنانية في الشتات خاصة في الأمريكتين لتغيير اسم الجالية ومنظماتها من «سورية» إلى «لبنانية»،  وشارك مكرزل في مؤتمر باريس للسلام عام 1919 ودعا إلى الانتداب الفرنسي على جبل لبنان لتدريب السكان المحليين على الحكم الرشيد استعدادًا للاستقلال،  فيما صمم مكرزل علم لبنان الانتدابي،   وأتهم منتقدوه أنه يتلقى دعم مالي من فرنسا بعد دعوته للانتداب الفرنسي على لبنان. 

### الدين والطائفية
على الرغم من كونه مارونيًا قويًا إلا أن مكرزل أنتقد رجال الدين الموارنة واشتبك معهم لا سيما «المرسلين» الذين يجمعون الأموال لبناء أو ترميم الكنائس في لبنان،   حيث لم يكن رجال الدين الموارنة مُعتادين على المحاسبة أو تلقي اللوم على أفعالهم، وأثارت انتقادات مكرزل واتهاماتهم بالفساد غضبهم.   فأتهمه أعضاء من رجال الدين بأنه ماسوني، وطلب مركزل في مقال له في 1904 من رجال الدين بناء المدارس العامة والعلمانية التي لا تخضع لتأثير من رجال الدين بدلًا من بناء المزيد من أماكن العبادة، وقال أن الكهنة لا يخدمون مجتمعهم.   وفي مقال نُشر في 1923 أكد مكرزل على أن المدارس العلمانية ضرورية لتجنب العداء الطائفي والنفور بين أبناء الأمة الواحدة،    كما انتقد رجال الدين بسبب فرضهم حواجز اجتماعية ودينية على النساء السوريات أدت لمنعهن من الحصول على التعليم الرسمي.  
كما دعا إلى حرية التعبير والتسامح الديني واستخدم دار نشر «الهدى» لنشر هذه القيم، ونشر «دار الهدى» كتاب أمين الريحاني «التحالف الثلاثي في مملكة الحيوان» في عام 1903، وهو كتاب ينتقد الدين، أدى ذلك لتعرض الريحاني ومكرزل لهجوم شديد من رجال الدين الكاثوليك ومحرري الصحف العربية في الولايات المتحدة،  وعلى الرغم من دعواته السابقة للعلمانية انخرط مكرزل في حملة طائفية استهدفت السكان المسلمين في لبنان في نوفمبر 1925، ودعا في مقال نشرته نيويورك تايمز فرنسا لحماية المسيحيين اللبنانيين من «التعصب القاسي للعنصر المحمدي».

### حقوق المرأة ومحو الأمية
في مقال لمركزل بعنوان «أنتم ما هي نسائكم» نُشر في 1904، دعا مكرزل إلى مناهضة التمييز ضد المرأة في التعليم، وعزا افتقار المرأة الشامية للتعليم إلى تخلف رجال الدين وسلطتهم على النساء، وأضاف أن تلك السلطة هي السبب الجذري لعدم إحراز تقدم في المجتمع الناطق بالعربية في الولايات المتحدة، وفي هجوم على دور رجال الدين في منع النساء من التعليم ومن أن يصبحن معلمات وصف مكرزل النساء اللواتي يخضعن لفرض الإكليروس على أنهن خائنات لله. 
ساهمت عفيفة كرم في كتابة عمود منتظم في صحيفة الهدى، وعينها نعوم «مديرة لشؤون المرأة»، واستمرت في الكتابة عن قضايا المرأة في المجتمع رغم الهجمات الغاضبة عليها، وشجعت مكرزل تعليم الإناث من خلال تقديم اشتراك مجاني في صحيفة «الهدى» لأي امرأة متعلمة من المجتمع الناطق بالعربية في الولايات المتحدة، وأدان حالات الزواج القسري وزواج الأطفال المُنتشرة بين المجتمعات الناطقة بالعربية في الولايات المتحدة،  ومع ذلك عارض مكرزل منح المرأة حق التصويت ومشاركتها في السياسة.  

### الثورة الدرزية الكبرى
كان مكرزل من أشد المعارضين للثورة السورية الكبرى في 1925 التي حرضت المتمردين السوريين واللبنانيين ضد سلطات الانتداب الفرنسي، وشكل مكرزل «لجنة مساعدة الضحايا اللبنانيين واللاجئين» وشرع في حملة لجمع التبرعات باشراف «رابطة التقدم اللبنانية» لصالح ضحايا الانتفاضة من راشيا وحاصبيا ومرجعيون، وتمكن من جمع أكثر من نصف مليون دولار قام بتحويلها إلى لجنة في لبنان برئاسة عضو مجلس النواب اللبناني موسى نمور، واتهمت صحيفة «مرآة الغرب» نمور بالفساد وبالتواصل مع الفرنسيين،  وهاجم مكرزل الأمير شكيب أرسلان الشخصية البارزة في الثورة الدرزية، ودعا قرائه لتقديم التماس إلى حكومة الولايات المتحدة للمطالبة بترحيل أرسلان والوفد المرافق له، وفي الأخير تمكن مكرزل من وضع الوفد تحت المراقبة. 

### العرب البيض والجنسية
أسس مكرزل «الجمعية السورية الأمريكية للدفاع عن أهلية السوريين للحصول على الجنسية الأمريكية» في عام 1909،   وشارك مركزل والجمعية في قضية "داو ضد الولايات المتحدة [الإنجليزية]"في 1914، بعد رفض المحاكم الدنيا في ساوث كارولينا طلب قدمه السوري العثماني «جورج داو» للحصول على الجنسية الأمريكية مرتين، وقدم محامي مكرزل وداو دفاعًا مفصلاً من خمس نقاط مجادلًا لماذا كان داو في فئة «الأشخاص البيض». 
جادل مكرزل بأن السوريين من أصول عربية يُعتبرون «أنقى نوع من العرق السامي» وأنهم أشخاص أحرار من البيض يقعون ضمن معنى قانون التجنس،   وفي الحكم النهائي وافق القاضي في قضية داو على «تقرير ديلينجهام» الذي نص على أن السوريين هم من الفرع السامي للعرق القوقازي، وأنهم مختلطون من أصول سورية وعربية ويهودية ولم يكونوا من العرق المنغولي، وحكم القاضي أخيرًا بأن السوريين «أشخاص بيض» وبالتالي منحت المحكمة الجنسية الأمريكية لداو، وحسمت قضية داو رسميًا قضية العرق وأهلية الحصول على الجنسية للأميركيين العرب الأوائل.  

## الميراث
مهد مكرزل وجريدة «الهدى» الطريق لنشر أرخص وأسهل للمجتمعات الناطقة بالعربية في جميع أنحاء العالم، من خلال تكييف الآلة الخطية «لاينوتايب» مع النص العربي، وأصبحت مستعمرة نيويورك الناطقة بالعربية مركزًا فكريًا من خلال هيمنة المطابع العربية،  ونمت «الهدى» لتصبح جريدة يومية عربية ذات انتشار واسع في أمريكا الشمالية،  وقد وصفت «نيويورك تايمز» في 1948 هذا التطور «بأنه جعل الصحافة العربية ممكنة وحفز بشكل لا يقاس على نمو الصحافة العربية في الشرق الأوسط».
- مصباح الأفراح، فيلادلفيا، 1900.
- «الشواعر الشريفة»، بالاشتراك مع روفائنل يعقوب، مطبعة جريدة الهدى اليومية، نيويورك، 1924.[50]
- «العالم الجديد»، 1919.[51]
- «الهدى 1898-1968: حكاية لبنان ومغتربيه: صدر عن دار الهدى لمناسبة حلول الذكرى السنوية السبعين لنشأتها»، مطبعة الهدى، 1968.[52]
- «تاريخ جريدة الهدى والجوالي اللبنانية في اميركا: 1898-1968»، 1968.[53]
- «تاريخ هانيبال القائد الفينيقي الذي أرعب روما»، تأليف جاكوب أبوت، عربه وقدم له نعوم مكرزل، مطبعة الهدى، نيويورك، 1923.[54]
- «على مسامع المفكرين الاحرار الخطبة التي أعدها صاحب الهدى ... لمهرجان ديترويت - ميشيغن اللبناني الثاني في 6 و7 أيلول 1931».[55]
- «مختارات الخواطر: مجموعة مقالات اجتماعية وطنية»، مطبعة الهدى، نيويورك، 1932.[56]
- «من القلب إلى القلب»، بريدجبورت، الخطبة التي ألقاها في بريد جبورت في كونيتيكت في 4 يوليو 1931.[57]

## وصلات خارجية
- تحميل كتاب «مختارات الخواطر» مكتبة ومركز فهد بن محمد بن نايف الدبوس